# 최종건 (정치학자)
최종건(崔鍾建, 1974년 7월 14일~)은 대한민국의 정치학자이다. 제6대 외교부 제1차관을 지냈다.

## 학력
- 호주 올세인츠컬리지 고등학교
- 로체스터 대학교 정치학과 학사
- 연세대학교 대학원 정치학과 석사
- 오하이오 주립 대학교 대학원 정치학과 박사

## 경력
- 외교부 한반도평화교섭본부 정책자문위원
- 북한대학원대학교 조교수
- 2017년 7월: 연세대학교 사회과학대학 정치외교학과 교수
- 국가안보실 평화군비통제비서관실 평화군비통제비서관
- 2019년 3월~2020년 8월: 국가안보실 평화기획비서관
- 2020년 8월~2022년 5월: 외교부 제1차관